# Van barátod? (film)
A Van barátod?  (Mon meilleur ami) egy 2006-ban bemutatott francia filmvígjáték  Daniel Auteuil, Dany Boon és Julie Gayet főszereplésével.

## Cselekménye
François középkorú párizsi művészeti kereskedő, aki úgy gondolja, hogy mindene megvan. Egy baráti vacsora során szóba kerül, hogy az ő temetésén senki sem jelenne meg. A résztvevők szerint ez azért van, mert neki nincsenek barátai. François ezt nem fogadja el, szerinte vannak barátai (valójában csak üzletfelei vannak). Fogadást kötnek, hogy François mutassa be a legjobb barátját 10 napon belül, ellenkező esetben elveszíti értékes ókori görög vázáját (aminek értékét 200 000 euróra becsülik).
François keresztül-kasul utazik Párizson, de ismerősei mind elutasítják. Egyedül egy taxisofőr, Bruno szimpatizál vele. Bruno  megjelenése a Legyen Ön is milliomos! vetélkedőben megváltoztatja François hozzáállását és közelebb hozza egymáshoz a két barátot.

## Amerikai újrafeldolgozás
2008-ban  Brian Grazer producer felbérelte Wes Andersont, hogy írja meg  a forgatókönyvet egy amerikai verzió számára. Anderson elvégezte a feladatot, a film a The Rosenthaler Suite címet kapta 2009-ben.

## Külső hivatkozások
- Hivatalos oldal
- Mon meilleur ami az Internet Movie Database oldalon (angolul)